# Центральный рынок Любляны
Люблянский центральный рынок (словен. Osrednja ljubljanska tržnica), второе название ― рынок Плечника (словен. Plečnikova tržnica) — рынок, расположенный в столице Словении Любляне. Здание рынка было спроектировано архитектором Йоже Плечником между 1931 и 1939 годами. Рынок находится между Тройным мостом и Драконовым мостом, на правом берегу реки Любляница. Также рынок частично расположен на набережной Адамич-Лундер и на площадях Погачар и Водника.
Главное здание рынка построено в стиле неоренессанса с элементами классицизма.

## История
В результате землетрясения 1895 года был разрушен старый монастырь с епархиальной коллегией для девочек. После того, как повреждённое здание было снесено, на площади Водника начал работать открытый рынок.
Главное здание было спроектировано Йоже Плечником в 1931—1939 годах и было построено в 1940—1942 годах фирмой Матко Цурка. Первоначально площадь рынка составляла 1876 квадратных метров.
В стиле здания рынка заметно влияние архитектуры эпохи Возрождения. На стороне, выходящей на реку, здание имеет большие полукруглые окна, а на стороне площади находится колоннада. Также в здании рынка особенно выделяются две лоджии, выполненные в античном стиле. Крыша здания покрыта черепицей.
Йоже Плечник планировал соединить промежуток между двумя помещениями рынка монументальным крытым мостом, который бы шёл дальше к набережной Петковшека, но этот мост так и не был построен. Планы Плечника относительно моста были окончательно реализованы только в июле 2010 года, когда был спроектирован и построен Мясницкий мост.

## Описание
Рынок открыт во все дни недели, кроме воскресенья. На пересечении площади Погачар и площади Водника находится цветочный рынок; на нижнем этаже главного здания расположен рыбный рынок, а на верхнем ― пекарни, молочные лавки и мясные лавки.

## Галерея

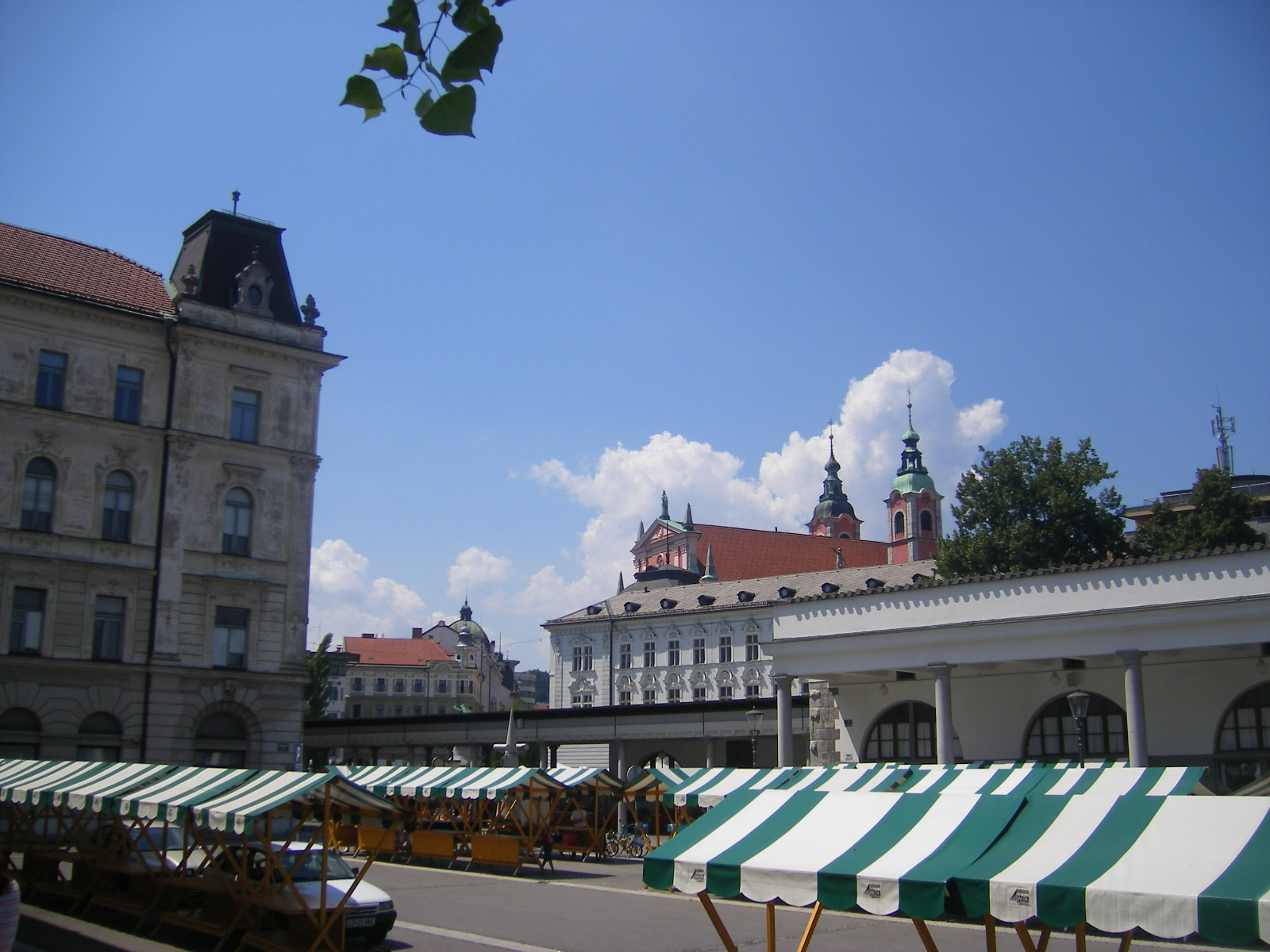
Вид с площади Погачар
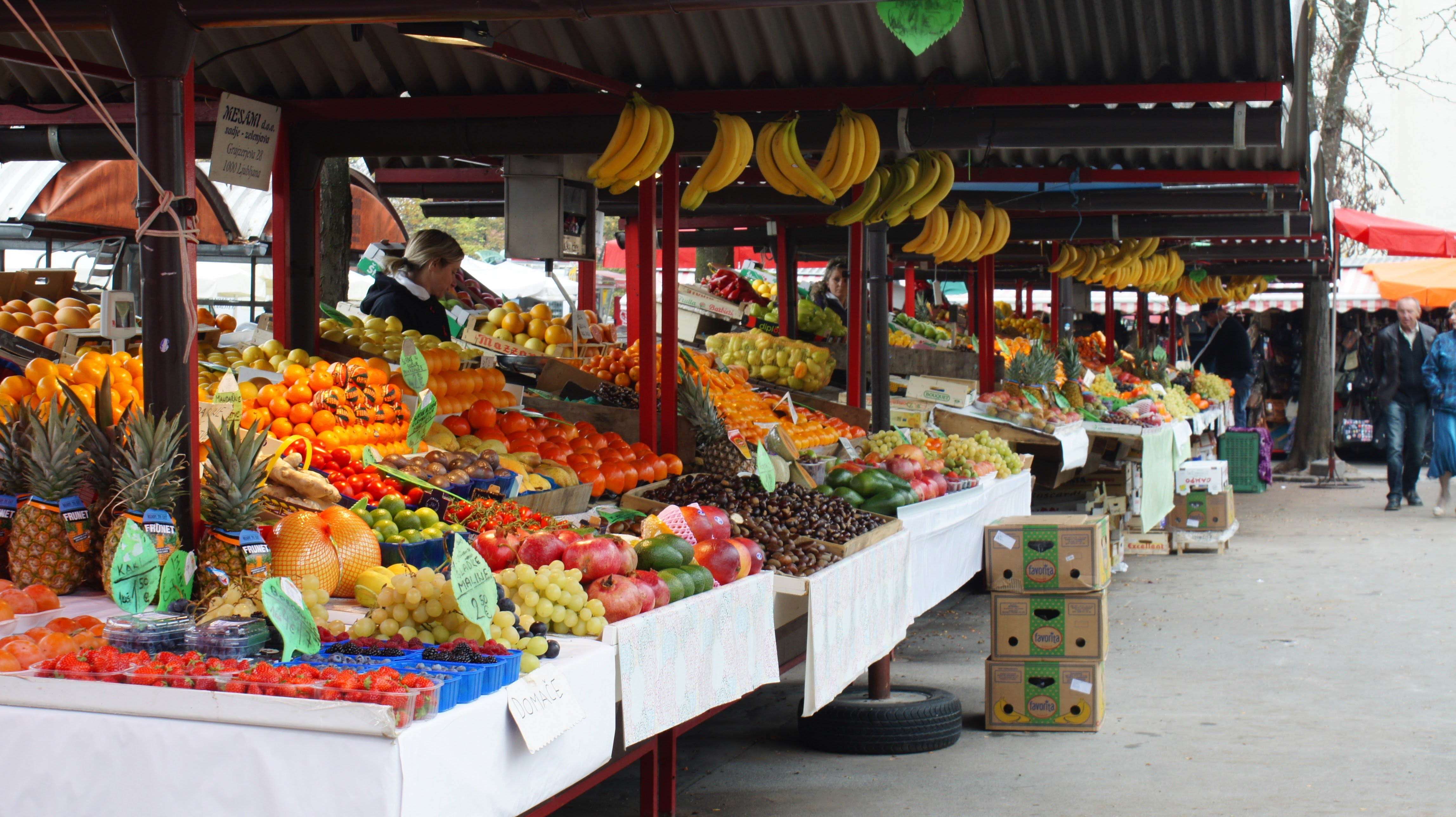
В помещении рынка